# 보그 (잡지)
《보그》(Vogue)는 패션, 미용, 문화, 생활, 런웨이를 포함한 많은 주제를 다루는 미국의 월간 패션 및 라이프스타일 잡지이다. 매달, 보그는 패션, 삶과 디자인의 화제를 다룬다. 《보그》는 1892년 아서 볼드윈 투르누레(Arthur Baldwin Turnure)가 주간지로 창간하여, 1909년 그의 사후 콘데 나스트가 인수하면서 출판을 확장하였다. 콘데 나스트는 보그의 인수 직후 주간지에서 격주간지로 바꿨으며, 1916년 창간된 영국 보그(Vogue)는 최초의 국제판이었고 이탈리아판 보그 이탈리아는 세계 최고의 패션잡지로 불렸다. 1973년 월간지로 전환하였으며 사진과 디자인에 대한 과감한 투자로 현재까지도 패션 산업과 문화, 예술 전반에 걸쳐 그 영향력을 인정받고 있다. 현재 26개의 국제판이 있다.

## 역사

#### 1892~1905년: 초기
미국의 사업가인 아서 볼드윈 터누어는 1892년 12월 17일 첫 호를 발행하여 크리스토퍼 라이트의 후원으로 뉴욕을 기반으로 하는 주간 신문으로 《보그》를 창간하였다.  처음에는 사회 주간지로서 출발했지만, 젊은 변호사이자 출판업자인 콘데 나스트는 1909년에 터너가 세상을 떠나자 《보그》를 인수하여 변화를 주기 시작했다. 첫 번째 호는 정가 10센트(2019년 2.85달러에 상당)로 발행되었다. 이 잡지는 창간호부터 뉴욕 상류층을 겨냥했다. 컬러 지면과 광고를 추가하고 사회 및 패션 관련 기사를 실어 지금의 《보그》와 같은 모습으로 재탄생시킨 것이다. 콘데 나스트는 격주 발매를 시작했고 영국판과 프랑스판 모두 성공적으로 출간했으며(스페인판은 성공을 거두지 못했다) 《보그》를 부유한 사교계 여성을 대상으로 한 흥미진진하고 매력적인 패션 잡지로 탈바꿈시켰다. 이렇듯 콘데 나스트가 잡지를 수익성 있는 사업으로 만들 수 있었던 결정적인 이유는, 안목 있는 독자들을 연결해준다는 명목으로 광고업자들에게 많은 돈을 지불하도록 설득했기 때문이다. 1913년 콘데 나스트는 사진작가 배론 아돌프 드메이어를 패션 포토그래퍼로서 고용하여 잡지의 매력을 높이고, 스타일 섹션을 대폭 늘렸다. 최신 유행을 이끄는 사교계 여성들의 사진은 언제나 《보그》의 주요 부분을 차지했다(현재는 언제든 카메라 앞에 설 준비가 되어 있는 여배우와 사교계 미녀들을 주로 소개하고 있다.

#### 1905년-1920년: 콘데 나스트
콘데 몬트로즈 나스트는 투르누어가 죽기 1년 전인 1909년에 보그를 매입했고, 회사를 성장시켰다. 그는 《보그》를 여성 잡지로 바꿨고, 1910년대에 《보그》에디션을 해외에서 팔기 시작했다. 가격도 인상되었다. 잡지의 발행 횟수와 수익은 나스트의 경영 하에 극적으로 증가했다. 계속해서 부유한 소비층을 겨냥했고 결혼식의 범위로까지 확대되었다. 콘데 나스트 러시아에 따르면, 제1차 세계 대전이 유럽, 아시아, 아프리카에서의 배달을 불가능하게 만들었을 때, 영국에서 인쇄가 시작되었다고 한다. 영국에서 인쇄하기로 한 결정은 성공적이었고, 나스트는 1920년에 프랑스 《보그》 첫 번째 호를 발매했다.

#### 1920–1970: 확장
《보그》 잡지의 구독자 수는 대공황 시기와 그리고 제2차 세계 대전 동안 다시 급증했다. 이 기간 동안 저명한 비평가이자 전 배니티 페어 편집자였던 프랭크 크라운실드는 편집자 역할을 했으며, 출판사 콘데 나스트에 의해 배니티 페어에서 옮겨졌다.
1932년 7월, 아메리칸 《보그》는 첫 컬러 사진을 잡지의 표지에 실었다. 이 사진은 사진작가 에드워드 진 스티첸에 의해 찍혔으며, 한 여성 수영 선수가 공중에 비치 볼을 들고 있는 모습을 묘사했다.
레이어드 보렐리는 《보그》가 1930년대 후반 다그마르 프루첸과 같은 예술가들이 삽화 커버를 교체하기 시작하면서 패션 일러스트의 쇠퇴를 이끌었다고 말한다.
나스트는 컬러 프린팅과 "두 페이지 스프레드"를 소개하는 일을 맡았다. 나스트는 《보그》를 1942년에 사망할 때까지 "성공적인 사업"으로 만든 것과 "오늘날 우리가 인지하는 여성 잡지"로 바꾸어 판매량을 크게 늘린 공로를 인정받았다.
1950년대에 잡지사의 "위대한 날들"로 알려진 제시카 데이비스가 편집장이 되었다. 레베카 C. Tuite는 "데이비스는 잡지 역사상 가장 도전적이고 변화적이며 수십 년 동안 탁월한 능력을 보여주었습니다."라고 말했다. 데이비스는 "공중 취향을 교육하는 수단"이 되어야 한다고 확신하며 Vogue를 편집했다. 데이비스는 특히 더 강력한 예술과 문학 특징들을 강조하면서 American Vogue의 서면 내용을 높이기도 했다.
《보그》의 데이비스 시대는 1962년에 다이애나 브렐랜드가 잡지에 합류하면서 막을 내렸다. 그 두 사람은 《보그》 편집에 대해 정반대 스타일을 가지고 있었다: 데이비스는 이런 말을 했다. "나는 패션을 존중한다. 농담으로 대하고, 끊임없이 망치질을 하는 사람들에게 짜증이 나요. 이건 아주 심각한 사업이에요." 한편, 브렐란드는 미술감독 알렉산더 리버먼에게 "그것은 오락일 뿐"이라고 말한 바 있으며, 반대로 잡지를 젊음과 활기가 넘치는 시대로 이끌었지만, "외향과 사치"와 "과잉"으로 이끌었다.
1960년대, 다이애나 브렐랜드는 《보그》가 노골적으로 성에 대해 논하는 현대 패션과 편집 특징에 더 초점을 맞춤으로써 젊은이들에게 어필하기 시작했다.
1973년에 《보그》는 월간 출판물이 되었다. 그레이스 미라벨라가 편집장인 시절, 이 잡지는 목표 타겟의 생활양식의 변화에 대응하기 위해 광범위한 편집과 스타일 변화를 겪었다. 미라벨라는 "여성들은 그들의 삶을 바꾸는 데 아무런 목적이 없는 옷을 읽거나 사는데 관심이 없었기 때문에 《보그》를 바꾸기로 선택되었다"고 말했다. 그녀는 《보그》가 70년대의 자유롭고 일하는 "해방된" 여성이 관심을 갖도록 만들었다.[20] 그녀는 인터뷰, 예술 기사, 그리고 심각한 건강 관련 기사들을 추가하였다. 1980년대에 그러한 스타일의 변화가 인기를 끌지 못하자, 미라벨라는 해고되었다.

#### 1988–현재: 안나 윈투어의 리더십
1988년 7월, 《보그》가 3년차 신생 잡지 엘르에게 밀리기 시작한 후, 안나 윈투어가 새로운 편집장으로 임명되었다. 트레이드마크인 보브컷과 선글라스로 유명한 윈투어는 《보그》 브랜드를 더 젊고 접근하기 쉽게 만들어 브랜드에 활력을 불어 넣으려고 했다. 그녀는 더 많은 소비자를 위해 새롭고 접근하기 쉬운 "패션"의 개념에 초점을 맞추었다. 윈투어의 영향으로 《보그》는 높은 발행 부수를 유지할 수 있었으며, 직원들은 보다 많은 소비자들이 원하는 새로운 트렌드를 발견했다. 윈투어는 《보그》 재임 기간 내내 잡지에 활력을 불어넣겠다는 목표를 달성했고, 일부 대형 에디션의 제작을 감독했다. 2004년 9월호는 월간지로는 역대 최고인 832쪽을 기록했다. 윈투어는 오늘날까지도 아메리칸 《보그》의 편집장을 맡고 있다.
비록 윈투어가 잡지에 강한 영향을 끼쳤지만, 그녀의 경력 내내 차갑고 함께 일하기 어렵다는 핀잔을 받았다. 윈투어는 Biography.com의 기사에서 "자신이 하는 일에 매우 민감하다"고 인정하며 "저는 확실히 경쟁력있는 사람입니다"라고 말했다.

## 스타일과 영향
보그라는 단어는 프랑스어로 "스타일"을 의미한다. 2006년 12월 뉴욕타임스(NYT)에서 책 평론가 캐롤라인 웨버가 "세계에서 가장 영향력 있는 패션 잡지"로 묘사한 바 있다. 이 출판물은 미국에서 1100만 명의 독자와 국제적으로 1250만 명의 독자를 보유하고 있다고 주장한다. 더군다나, 안나 윈투어는 패션계에서 가장 영향력 있는 인물 중 한 명으로 묘사되었다.

#### 기술적
구글은 2013년 9월호 구글 글라스를 특집으로 다루기 위해 보그와 제휴했다. 구글에서 글라스 팀 커뮤니케이션을 담당자 크리스 데일은 다음과 같이 말했습니다. "《보그》 9월호는 뉴욕의 패션위크를 앞두고 문화적 판단 기준이 되었다. 이번 호에서 글라스가 아주 아름답게 표현되는 것을 보고 저희 글래스 팀 전체에 큰 희열을 안겨주었다."
2015년 9월호에는 애플 뮤직, 애플 워치, 아마존 패션과 같은 기술이 모두 832페이지에 실렸다.

#### 경제적
윈투어의 '패션 나이트' 구상은 사람들을 소매업 환경으로 다시 끌어들이고 수익금을 다양한 자선단체에 기부함으로써 2007~2008년 금융위기 이후 경제에 활력을 주겠다는 취지로 2009년 출범했다. 이 행사는 《보그》와 미국 전역 27개 도시와 전 세계 15개국에서 공동 주최했으며, 2011년 초에 온라인 판매점을 포함시켰다. 《보그》는 또한 어려운 시기에 독자들의 사기를 북돋아 줄 수 있는 능력을 가지고 있으며, "불우한 시기에도 누군가는 좋은 시기를 보내고 있다"고 폭로했다. 이 기사에는 《보그》가 "눈을 높이고 때로는 정신을 고양시키기 때문에 돈을 벌게 된다"는 내용이 담겨 있다.

#### 정치학적
2006년, 《보그》는 부르카를 비롯해 저명한 이슬람 여성, 패션에 대한 접근법, 다양한 문화가 패션과 여성의 삶에 미치는 영향에 관한 기사들을 특집으로 다루면서 중요한 정치적, 문화적 이슈를 수용했다. 《보그》는 또한 "국경 없는 아름다움" 계획을 아프가니스탄 여성들을 위한 미용 학교를 설립에 필요한 기부금(25,000 달러)을 후원하기도 하였다. 윈투어는 "학교를 통해 우리는 아프가니스탄의 여성들이 외모와 기분이 나아지도록 도울 뿐만 아니라 그들에게 일자리를 줄 수 있었다"고 말했다. 카불의 미의학원(The Beauty Academy of Cablo)이라는 제목의 다큐멘터리는 "미용학원이 미국 화장품에 대한 수요를 창출하지 않는다면 성공이라고 판단할 수 없다"고 학교를 비판했다."
2012년 미국 대통령 선거를 앞두고 윈투어는 자신의 업계 영향력을 활용해 오바마 캠페인을 지원하기 위해 몇 가지 중요한 모금 행사를 주최했다. 2010년 첫 번째 만찬은 참가비가 3만 달러로 추산된다.[53] "Runway To Win" 계획은 캠페인을 지원할 작품을 만들기 위해 저명한 디자이너를 고용했다.
2016년 10월, 이 잡지는 "《보그》가 힐러리 클린턴을 미국의 대통령으로 지지한다"고 언급했다. 이 잡지가 120년 역사상 처음으로 대통령 후보를 단성적으로 지지한 것이다.

#### 사교적
메트 갈라(Met Gala)는 메트로폴리탄 박물관의 패션 전시회 개막을 축하하기 위해 《보그》가 매년 주최하는 행사이다. 메트 갈라는 패션 분야에서 올해 가장 열망하는 행사로 A급 연예인, 정치인, 디자이너, 패션 에디터 등이 참여한다. 《보그》는 1971년부터 다이애나 브렐랜드 편집국장 밑에서 이 테마 행사를 주최해왔다. 2013년 《보그》는 《보그》 스페셜 에디션을 출시했다.

## 비평
윈투어가 《보그》의 이미지를 의인화하게 되면서 그녀와 《보그》 둘 다 비평가들을 생겼다. 윈투어의 조수였던 로렌 웨이스버거는 '악마는 프라다를 입는다'라는 제목의 실화 소설을 썼다. 2003년에 출판된 이 소설은 베스트셀러가 되었고 2006년에 매우 성공적인 아카데미상 후보작으로 각색되었다. 주인공은 웨이스버거를 닮았고, 그녀의 상사는 소설화된 《보그》의 강력한 편집장이었다. 소설 속 그 편집자는 웨이스버거에 의해 "많은 멋진 옷을 가지고 있지만, 다른 것들은 많지 않으며 텅 비고, 얕고, 쓴 여자"라고 묘사된다. 소설과 영화의 성공은 전세계 많은 관객들로부터 이 잡지의 힘과 매력에 대한 새로운 관심을 불러 일으켰고, 이 잡지가 이끄는 산업에도 계속해서 관심을 가져왔다.
2007년, 보그는 금연 단체인 "담배 없는 아이들을 위한 캠페인"으로부터 담배 광고를 잡지에 실었다는 비판을 받았다. 이 단체는 자원봉사자들이 《보그》에게 8,000개 이상의 항의 이메일이나 광고에 관한 팩스를 보냈다고 주장한다. 이 단체는 또 윈투어가 보낸 편지에는 "그만두실래요?"라는 내용의 낙서를 팩스로 보냈다고 주장했다.
2008년 4월, 아메리칸 《보그》는 지젤 번첸의 사진작가 애니 라이보비츠와 농구선수 르브론 제임스의 커버 사진을 선보였다. 보그지가 미국호 표지에 한 남성을 등장시킨 것은 이번이 세 번째이며, 그 남자가 흑인인 것은 이번이 처음이다. 일부 관찰자들은 이 표지가 제임스에게 편파적인 묘사라고 비판했는데, 이는 그가 번천과 함께 한 포즈가 영화 킹콩의 포스터를 연상시켰기 때문이다. 제임스는 그러나 표지 촬영을 좋아했다고 한다.

## 미디어

#### 다큐멘터리
주요 기사: 9월호
2009년, 장편 다큐멘터리 《The 9월호》가 개봉되었다. 이 영화는 윈투어가 이 문제를 준비하면서 8개월에 걸쳐 촬영되었으며, 윈투어와 그녀의 크리에이티브 감독 그레이스 코딩턴 사이의 교류를 포함하고 있다. 무게 5파운드, 길이 840페이지가 넘는 월간지 세계 기록으로, 그 당시 출판된 것 중 가장 컸다. 그 기록은 916페이지에 달하는 《보그》의 2012년 9월호에 의해 깨졌다.
또한 2012년에 HBO는 In Vogue라는 제목의 다큐멘터리를 발표했다. 편집자의 눈은 잡지 창간 120주년 기념일과 관련이 있었다. 《보그》의 방대한 기록물을 바탕으로 한 이 영화는 윈투어, 코드딩턴, 톤 굿맨, 밥스 심슨, 하미시 볼스, 필리스 포스닉을 포함한 오랜 보그 편집자들과의 비하인드 인터뷰를 다루었다. 니콜 키드먼, 사라 제시카 파커, 린다 에반젤리스타, 베라 왕, 그리고 마크 제이콥스와 같은 패션 업계의 유명 피사체와 디자이너들도 이 영화에 출연했다. 편집자들은 라이보비츠 같은 최고의 사진작가들과 협력하는 것에 대한 개인적인 이야기와 보그에서 패션 에디터의 다양한 일상적 책임과 상호작용을 보여준다.

#### 비디오 채널
2013년, 《보그》는 웹사이트를 통해 접속할 수 있는 《보그》 비디오 채널을 출시했다. 이 채널은 콘데 나스트의 멀티 플랫폼 미디어 계획과 함께 시작되었다. 영상채널에서 방영된 미니시리즈로는 《보그》 웨딩, 더 먼데이 메이커버, 프롬 더 《보그》그 클로젯, 패션위크, 엘레트라의 굿즈, 지니우스, 빈티지 볼레스, 더 백스토리, 뷰티마크, 메트 갈라, 《보그》피디아, 《보그》 보이스, 《보그》 다이어리, CFDA/패션 펀드 등이 있다.

#### 보그피디아
2011년 콘데 나스트 디지털이 출시한 보그피디아는 패션 백과사전으로서 1892년 이후 보그의 미국판 모든 호를 보관한다. 《보그》 직원만이 백과사전에 기입할 수 있다.

#### 웹 사이트
《보그》는 또한 시청자들이 쉽게 검색할 수 있는 웹사이트를 만들었다. 이 웹사이트에는 1892년부터 이 웹사이트에 가입한 사람들을 위한 아카이브가 포함되어 있다. 온라인상의 잡지는 그 당시에 인쇄된 잡지와 동일하며, 원래의 내용에서 오려내거나 줄이지 않는다.

#### 팟캐스트
《보그》는 2015년 9월 10일 팟캐스트 시리즈의 티저를 시작했다. 이 잡지는 스타 안드레 레온 탈리가 팟캐스트를 진행할 것이라고 발표했으며, 2015년 9월 14일 안나 윈투어가 출연하는 21분짜리 팟캐스트가 발매되었다. 탈리는 "《보그》에서 오랫동안 이야기꾼을 해왔고 그것은 단지 이야기를 들려주는 또 다른 형태일 뿐이다. 보그에서 우리는 스타일, 패션, 그리고 그 당시 문화의 한 부분을 말하는 것을 좋아한다."라고 말했다.

#### 보그 앱
이 앱은 2016년 4월 26일 매거진이 모바일에 친숙할 수 있는 형태로 발전하기 위한 방법으로 소개되었다. 《보그》 앱은 모바일 장치에 콘텐츠를 표시하고 사람들이 어디를 가든 매거진 콘텐츠를 볼 수 있는 기능을 제공한다. 그 앱은 매일 새로운 콘텐츠를 가지고 있고 사람들은 그들의 취향에 맞게 추천된 콘텐츠를 받을 수 있다. 또한 이 앱은 나중에 또는 오프라인에서 읽을 수 있도록 스토리를 저장할 수 있게 해준다. 마지막으로, 이 앱은 패션 뉴스 알림과 구독자의 특정한 취향과 관련된 새로운 스토리에 대한 알림을 제공한다.

#### 보그 비즈니스
온라인 패션 산업 간행물은 2019년 1월에 출판되었다. 이 새로운 부동산은 업계의 통찰력으로 패션 산업에 대한 세계적인 시각을 제공하는 것을 목표로 한다. 《보그》 비즈니스는 《보그》 브랜드명을 공유하지만 독립적인 편집팀과 함께 별도의 사업체로 운영되고 있다.

## 다른 에디션
2005년 콘데 나스트는 남성용 《보그》를 출시했다. 이 잡지는 2009년 12월/1월호가 마지막 호이다. 이 잡지는 《보그》의 부록으로 출판될 예정이었는데, 2009년 봄이 잡지의 마지막 호이다.
콘데 나스트는 미국의 10대 소녀들을 위한 잡지인 틴 《보그》를 발행한다. 한국과 호주는 《보그》 리빙과 《보그》 엔터테인먼트 + 트래블 에디션 외에 《보그》 걸 잡지(현재 더 이상 발행이 중단된 상태)를 발행하고 있다.
《보그》 차이나는 호주 모델인 젬마 워드와 함께 2005년 9월에 출시되었다. 2007년, 아랍어판 《보그》가 콘데 나스트 인터내셔널에 의해 거부되었다. 2007년 10월에는 《보그》 인도가 출시되었으며, 2010년 3월에는 《보그》 터키가 출시되었다.2010년 3월 5일, 16명의 《보그》 편집장이 제2회 패션의 밤에 대해 논의하기 위해 파리에서 만났다. 회의에는 보그: 윈투어, 에마뉘엘 알트, 프란카 소자니, 알렉산드라 슐먼, 커스티 클레멘츠, 알리오 도레츠카( 등 16개 편집국장이 참석했다.
2013년 초 일본판 《보그》 홈스 재팬(Vogue Homes Japan)이 출간되었다. 2016년 7월, 《보그》 아라비아의 출범이 발표되었는데, 처음에는 이중 영어와 아랍어 웹사이트로, 그 다음에는 2017년 봄에 인쇄판이 있다.
2018년 2월 체코어판이 발표되었다. 2018년 8월 V24 미디어와의 라이선스 하에 초연되었으며, 보그 CS라는 이름으로 체코와 슬로바키아 시장을 대상으로 한다.
2018년 9월, 폐간 7년 만에 다시 제작된 그리스 판이 준비 중이라는 발표가 있었는데, 탈리아 카라팔리두는 보그 역사상 최연소 편집장이었다. 《보그》 그리스는 2019년 3월 31일 첫 선을 보였으며, 2018년 10월 Kathimerine Ekdoseis SA와 라이센스 계약을 맺고 출판되었다.

## 보그 코리아
한국판 보그(이하 보그 코리아)는 두산매거진이 1996년 발행을 시작했다. 보그 코리아는 보그의 영향력과 권위를 바탕으로 전 세계 최고의 패션 디자이너, 모델, 사진가와의 작업을 통해 최고의 비주얼과 콘텐츠를 생산해왔으며, 2011년 8월에는 창간 15주년을 맞아 국내 최초의 패션 아트 콜라보레이션 전시회 ‘Fashion into Art’를 기획하여 패션에서 뿐만 아니라 문화와 예술의 영역에서도 그 영향력을 이어나가고 있다. 보그 코리아는 대한민국 패션 산업의 발전에 공헌한 바를 인정받아 2011년 제1회 한국패션 100년 어워즈 전문지 부문을 수상하였다. 1996년 창간부터 2016년까지 이명희 편집장이 20년 동안 직책을 맡고 있다가 2016년 보그 코리아 패션뉴스 디렉터였던 신광호가 편집장으로 교체되었다.

## 같이 보기
- 엘르